# Clynt
Clanton van Loon (Amsterdam, 17 mei 1988), ook bekend als Clynt, is een Nederlandse danser en zanger.

## Jeugd
Clynt is opgegroeid in zowel Nederland als Suriname. In 2000 verhuisd hij definitief naar Nederland.

## Dans
Vanaf 2003 is Clynt als danser actief bij Solid Ground Movement, waarna hij in 2006/2008 te zien was in de dansvoorstelling Skillz. Ook speelde hij als danser mee in de films Bolletjes Blues en Afdwalen.
In 2009 en 2010 werd hij Nederlands kampioen Hiphopdansen met de door hem opgerichte groep Street4One. Hiermee haalde hij ook de halve finale van Holland's Got Talent (seizoen 3) en bereikte hij de finale van de World Hip Hop Dance Championship in Las Vegas (2009).

## Muziek
Clynt werd in 2012 ontdekt door producer Yoriz (Loona, Do, DJ Sammy). In 2013 resulteerde deze samenwerking in eerste solosingle Een vrouw als jij, een nummer met R&B en Hiphop invloeden (mede door rapper Irv). Op het moment is hij bezig met het nummer "twee motten" dat in de winter van 2014 zal uitkomen.

## Discografie

### Singles
| Single met eventuele hitnotering(en) in de Nederlandse Top 40 | Datum van verschijnen | Datum van binnenkomst | Hoogste positie | Aantal weken | Opmerkingen |
| ------------------------------------------------------------- | --------------------- | --------------------- | --------------- | ------------ | ----------- |
| Een vrouw als jij                                             | 15-11-2013            |                       |                 |              |             |